# Orthochromis uvinzae
Orthochromis uvinzae là một loài cá thuộc họ Cichlidae. Nó là loài đặc hữu của Tanzania. Môi trường sống tự nhiên của nó là các con sông. Nó bị đe dọa do mất nơi sống.